# Wil van Gelder
Johannes Willem (Wil) van Gelder (Amsterdam, 31 januari 1911 - Amsterdam, 23 januari 2007) was een Nederlands politicus en voorman van het ziekenfonds het Groene Kruis.
Van Gelder was een zoon in een gezin met twee zussen en een broer van rechtskundig adviseur Johannes Willem van Gelder en Maria Christina Berta Trilling. Hij volgde het Gymnasium-b in Amsterdam en studeerde Nederlands recht aan de Vrije Universiteit. Vanaf 1933, het jaar van zijn afstuderen, was hij advocaat en procureur. Na de Tweede Wereldoorlog was hij in 1945/1946 lid van de tijdelijke gemeenteraad van Nieuwer-Amstel, en aansluitend van de gewone gemeenteraad, tot 1962. Van 1954 tot 1958 was hij daarnaast ook lid van de Provinciale Staten van Noord-Holland.
Van 1960 tot 1967 was Van Gelder namens de Christelijk-Historische Unie lid van de Tweede Kamer der Staten-Generaal. Daar hield hij zich vooral bezig met justitie (waaronder politie), ruimtelijke ordening, volksgezondheid en middenstandsaangelegenheden. Ook was hij voorzitter van de Tweede Kamercommissie voor de Verzoekschriften (1963-1967). Buiten de Kamer was hij vanaf 1961 (nog steeds in 1971) voorzitter van de Algemene Nederlandse vereniging Het Groene Kruis. Later zou hij ook lid worden van de Centrale Raad voor de Volksgezondheid, de voorlopige Huisvestingsraad en de Nationale Raad voor Maatschappelijk Welzijn. Hij was (in ieder geval rond 1975) voorzitter van het Nationaal Centrum voor Kruiswerk.
Van Gelder trouwde op 6 september 1940 met Leni Kerling, met wie hij drie kinderen kreeg.